# François Corbier
Francisco Corbier (Paris, 17 de outubro de 1944 — Évreux, 1 de julho de 2018) foi um cantor, compositor, poeta, músico, guitarrista, apresentador de televisão e ator francês.

## Carreira
Ele é conhecido principalmente por ter sido o cantor e apresentador na televisão francesa, em programas para a juventude, da Récré A2 e Clube Doroteu, nos anos 1980 e 1990.

## Morte
Ele morreu na madrugada de 1 de julho de 2018 no hospital Evreux, por causa de um câncer.

## Família
Sua sobrinha, Annabelle Roux, é uma atriz e dubladora.